# هیوز هلیکاپترز
هیوز هلیکاپترز «بالگردسازی هیوز» (انگلیسی: Hughes Helicopters) یک شرکت تولیدکننده انواع بالگرد و زیرگروه شرکت هواپیماسازی هیوز بود که بین سال‌ها ۱۹۴۷ تا ۱۹۸۴ در زمینهٔ بالگرد فعالیت می‌کرد. محصولات این کمپانی شامل بالگردهای نظامی و غیرنظامی بودند. شرکت در سال ۱۹۴۷ به عنوان زیرشاخه شرکت ابزارسازی هیوز فعالیت خود را آغاز کرد و پس از آن به عنوان بخشی از شرکت هواپیماسازی هیوز به کار خود ادامه داد. هیوز در سال ۱۹۸۴ به مک‌دانل داگلاس فروخته شد و تا آن زمان زیرگروه این شرکت بود. مک‌دانل داگلاس خود نیز در سال ۱۹۹۷ توسط بوئینگ خریداری شد و در آن ادغام گردید و از آنجایی که بوئینگ به‌جز آپاچی به تولید مابقی بالگردهایی که میراث هیوز بودند علاقه‌ای نداشت، بخش بالگردسازی هیوز را به شرکت ام‌دی هلیکاپترز فروخت و از آن روز تا کنون بالگردهای شرکت ام‌دی برپایهٔ میراث بر جای مانده از هیوز ساخته می‌شوند.

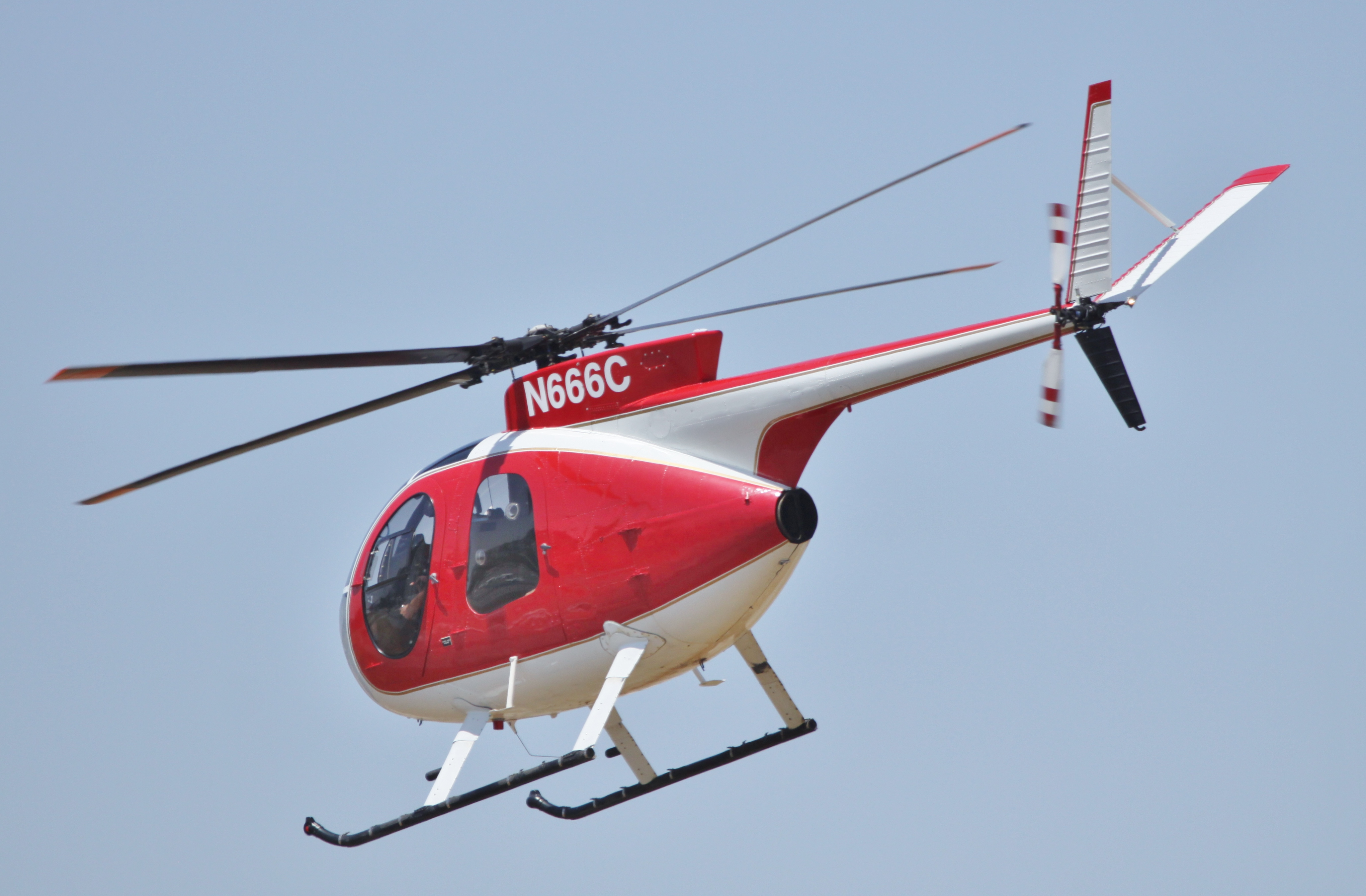
هیوز مدل ۳۶۹

## محصولات هیوز

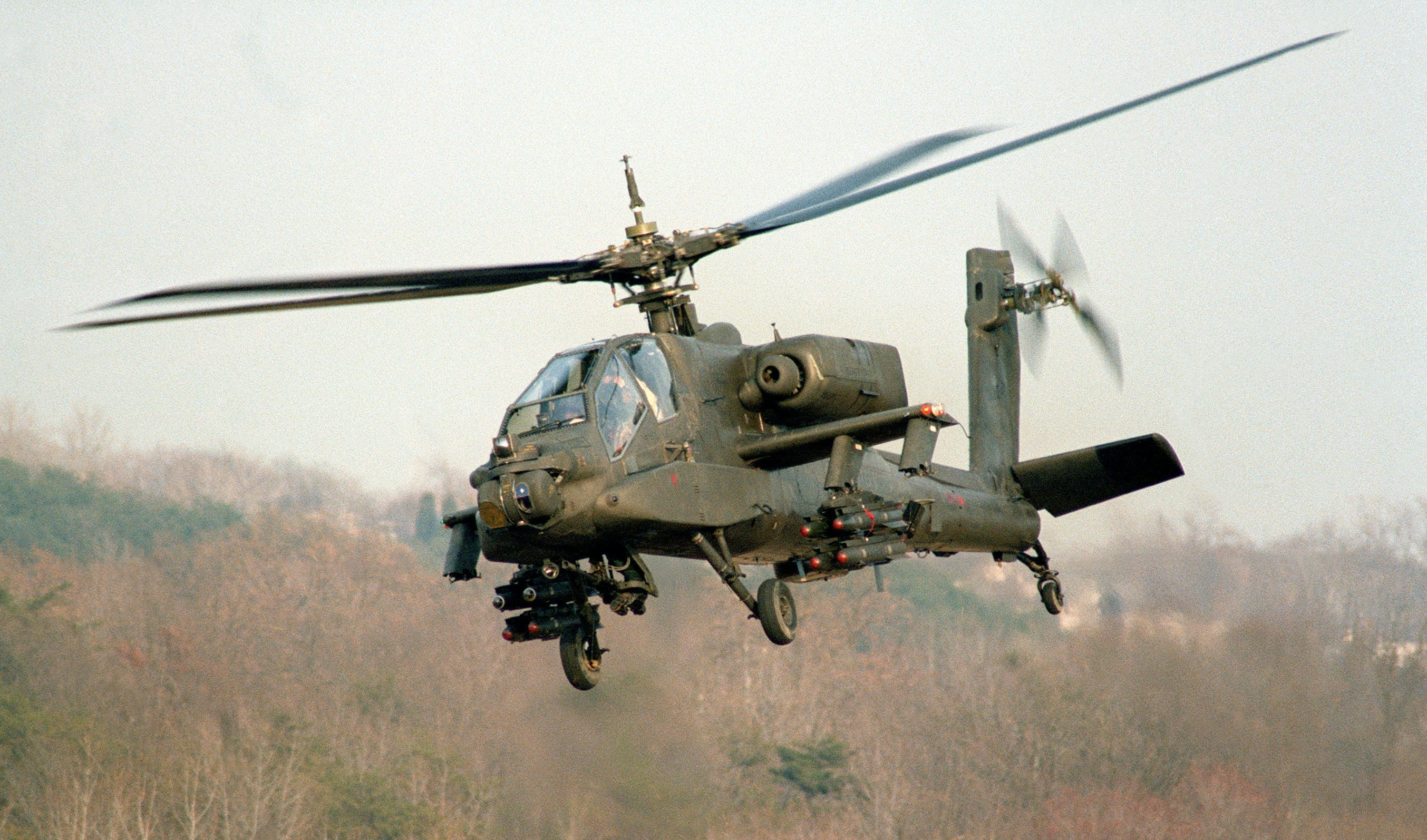
هیوز آپاچی؛ عکس گرفته شده در سال ۱۹۸۲ میلادی دو سال قبل از فروخته شدن هیوز به شرکت مک‌دانل داگلاس و سپس بوئینگ

| نام بالگرد        | نخستین پرواز | تعداد ساخته شده | کاربری                             |
| ----------------- | ------------ | --------------- | ---------------------------------- |
| هیوز ایکس‌اچ-۱۷    | ۱۹۵۲         | ۱               | بالگرد سنگین ترابری                |
| هیوز ۲۶۹          | ۱۹۵۶         | ۲۸۰۰            | بالگرد سبک چندمنظوره               |
| هیوز اواچ-۶ کایوس | ۱۹۶۳         | ۱۴۲۰            | بالگرد سبُک نظارت                   |
| هیوز۳۶۹ - هیوز۵۰۰ | ۱۹۶۳         | ۴۷۰۰            | نسخه غیرنظامی از هیوز اواچ-۶ کایوس |
| هیوز ایکس‌وی-۹     | ۱۹۶۴         | ۱               | بالگرد سریع آزمایشی                |
| هیوز ای‌اچ۶۴       | ۱۹۷۵         | ۲۴۰۰            | بالگرد تهاجمی                      |

## بالگردهای الگو برداری شده از محصولات هیوز
| نام بالگرد       | نخستین پرواز | تعداد ساخته شده | کاربری                                                                 |
| ---------------- | ------------ | --------------- | ---------------------------------------------------------------------- |
| ام‌دی ۵۰۰ دیفندر  | ۱۹۷۶         | ۴۷۱             | نسخه نظامی هیوز ۵۰۰ (ام‌دی ۵۰۰)                                         |
| ام‌اچ۶ پرنده کوچک | ۱۹۸۰         | ؟               | نسخه‌ای از هیوز اواچ-۶ کایوس مخصوص عملیات ویژه نظامی                    |
| بوئینگ ای‌اچ-۶    | ۲۰۰۴         | ؟               | بدون سرنشین و با سرنشین محصول بوئینگ                                   |
| ام‌دی ۵۰۰         | ۱۹۶۳         | ۴۷۰۰            | مدل غیرنظامی توسعه یافته از هیوز اواچ-۶ کایوس                          |
| شوایتزر اس-۳۰۰   | ۱۹۶۴         | بیش از ۳۰۰۰     | کپی مستقیم از هیوز ۲۶۹                                                 |
| شوایتزر اس-۳۳۳   | ۱۹۸۸         | ؟               | کپی غیرمستقیم از هیوز ۲۶۹ مدل سه سرنشین ارتقاء یافته از شوایتزر اس-۳۰۰ |

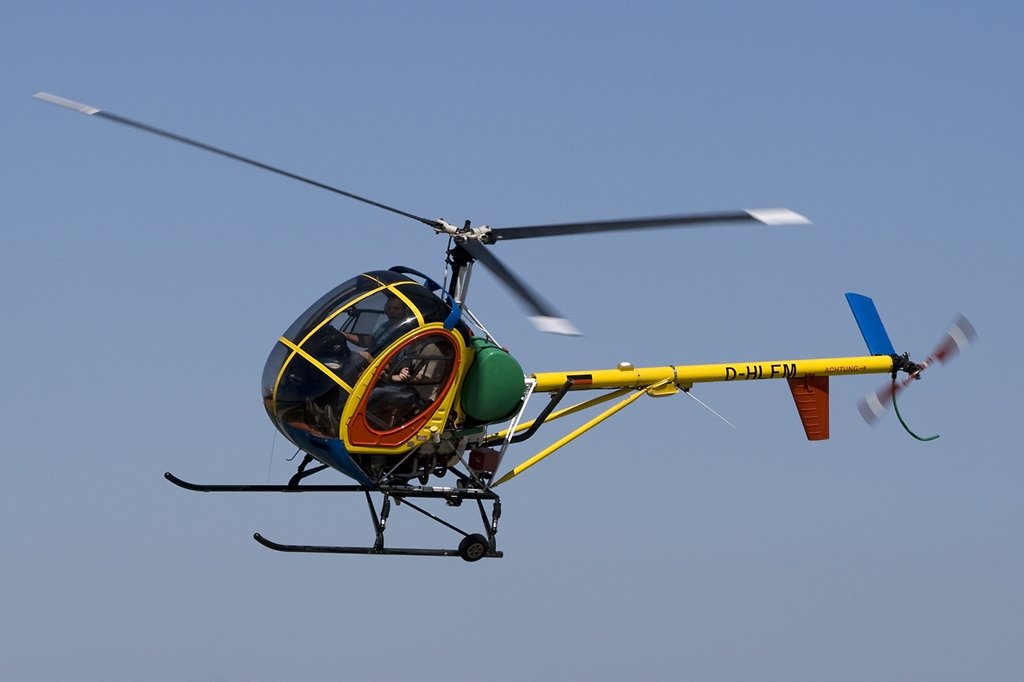
هیوز ۲۶۹
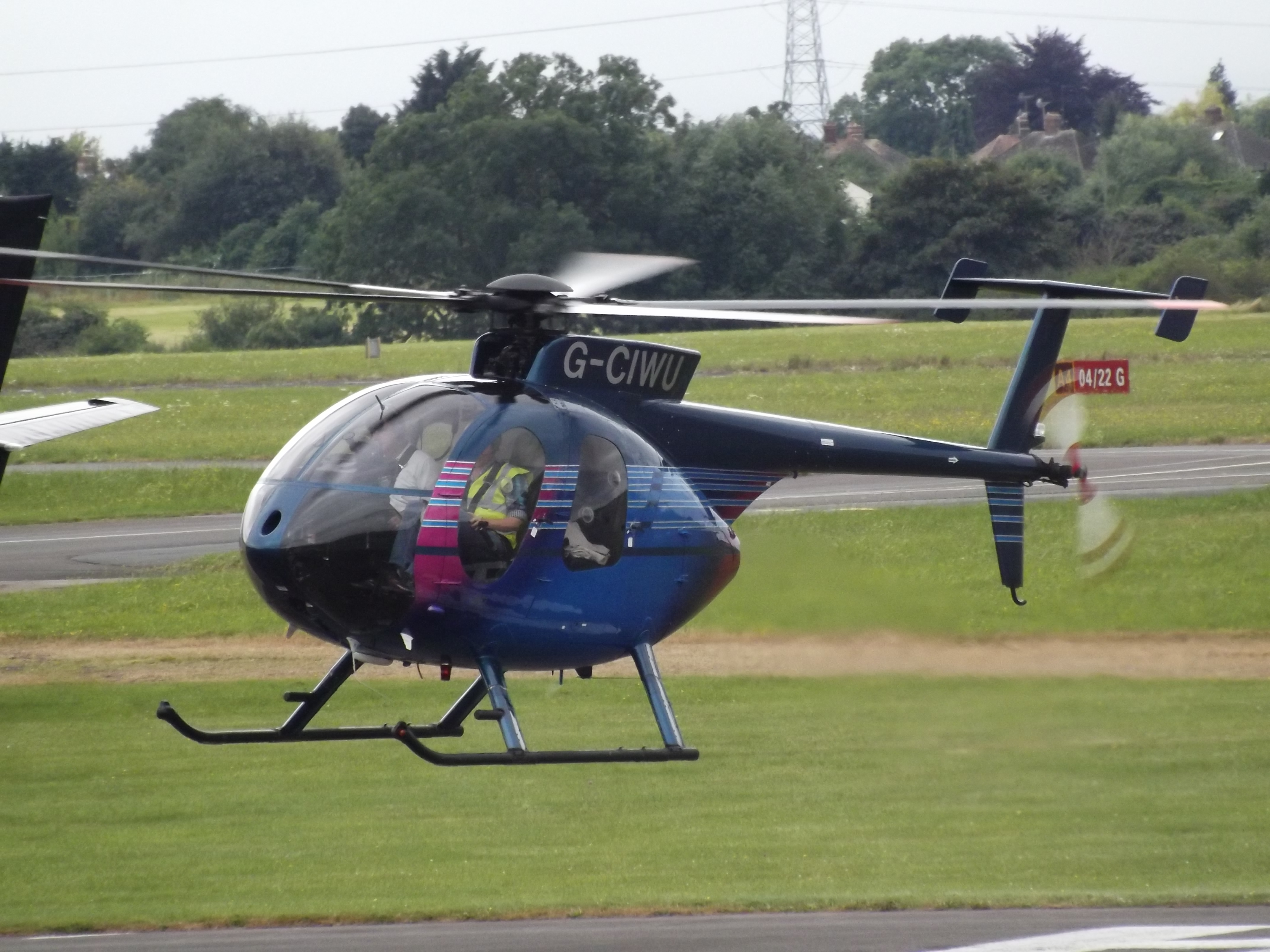
هیوز ۳۶۹
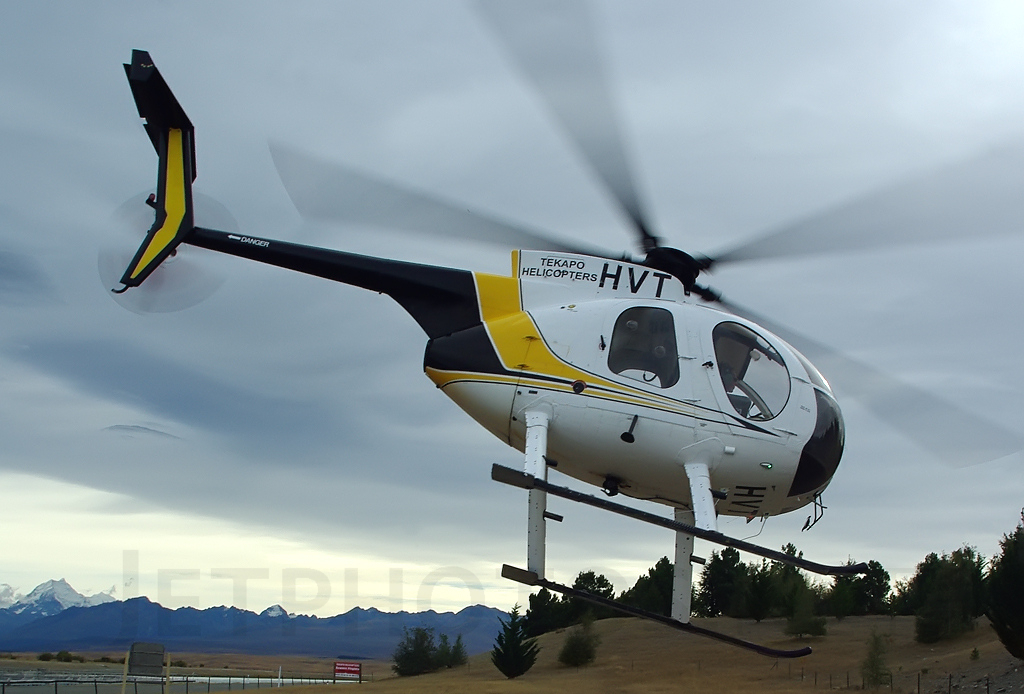
هیوز ۳۶۹D
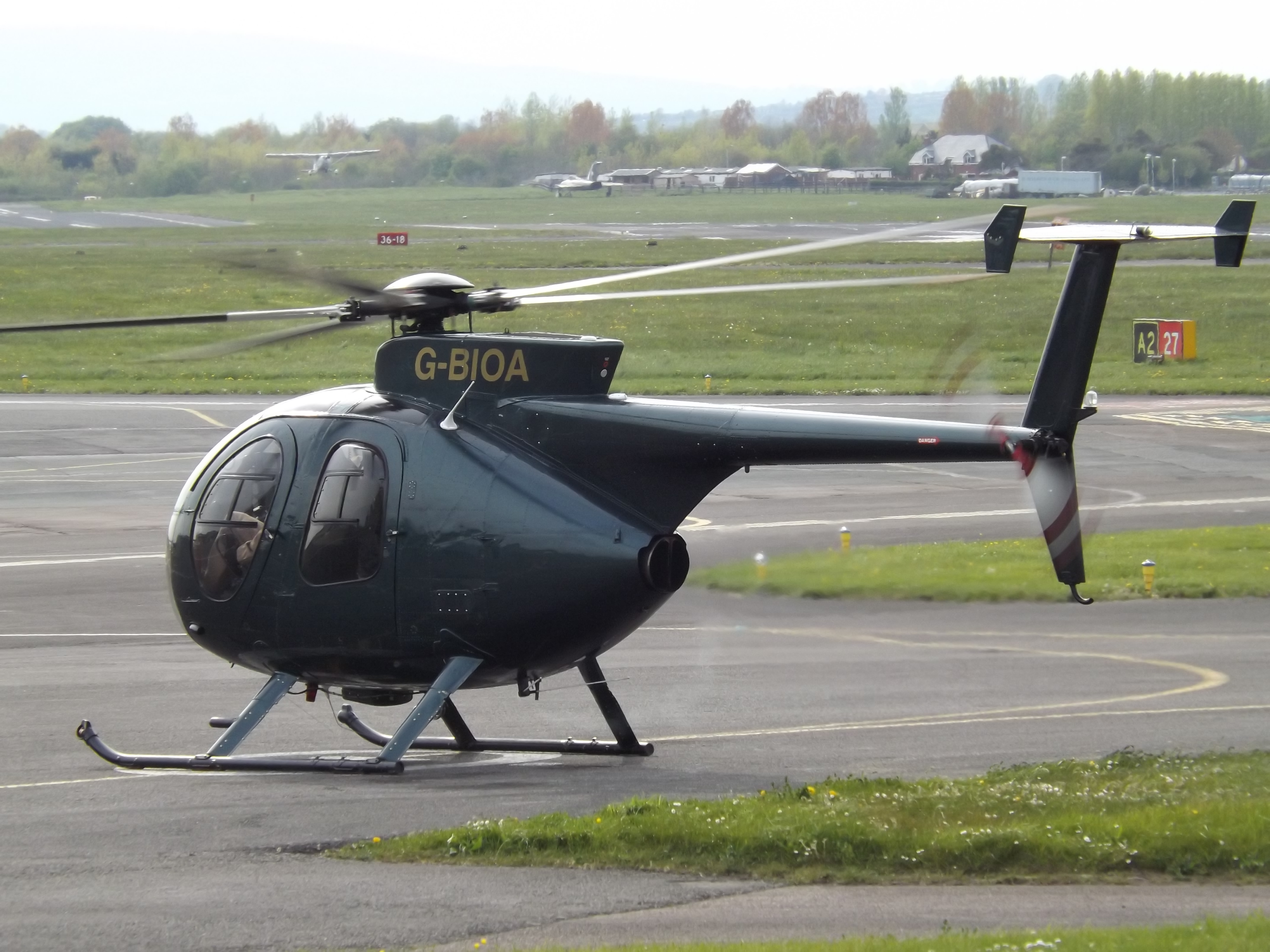
هیوز ۵۰۰